# Wealden (Geologie)

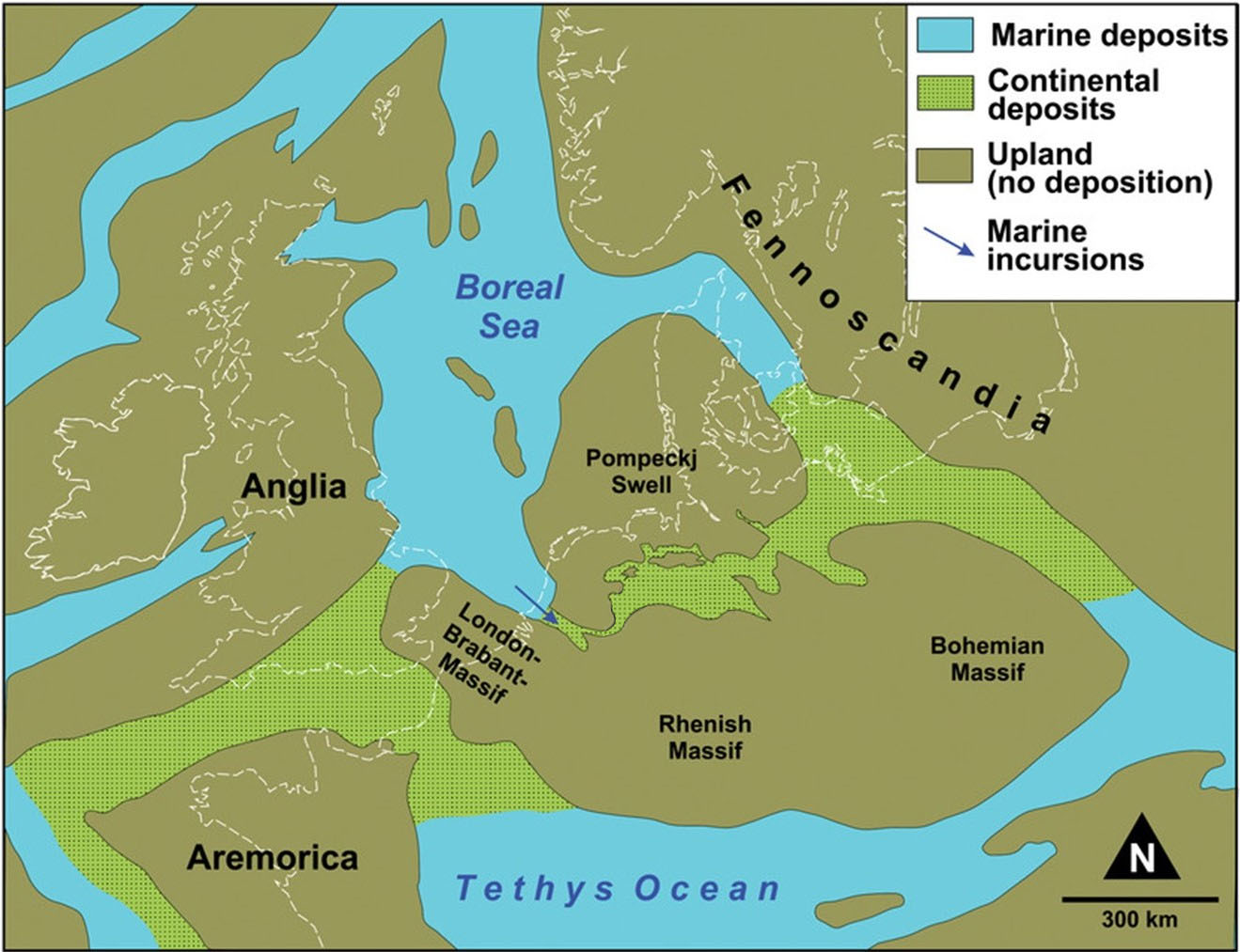
Die paläogeographische Karte von Mittel- und Westeuropa in der frühen Unterkreide zeigt, dass auf den heutigen Festlandsgebieten nördlich des Alpenraums terrestrische Sedimentation und Nicht-Ablagerung überwogen.

Wealden [ˈwiːldən] ist in der regionalen Geologie des westlichen Europas die traditionelle Bezeichnung für im Süß- und Brackwasser abgelagerte Sedimente bzw. die daraus hervorgegangenen Sedimentgesteine der (tieferen) Unterkreide. Der Begriff leitet sich vom Namen der südenglischen Landschaft Weald bzw. des nach dieser benannten Bezirks Wealden ab. Er wurde bereits vom englischen Geologie-Pionier William Smith an der Wende vom 18. zum 19. Jahrhundert benutzt.
In den Schichten des Wealden sind oft Landlebewesen der frühen Kreidezeit überliefert. So liegt die historische Typlokalität der wissenschaftsgeschichtlich bedeutenden und bekannten Dinosauriergattung Iguanodon im Ausbiss des Wealden von West Sussex.